# Квир-анархизм

Разрезанный по диагонали розово-чёрный флаг, похожий на другую анархистскую символику, часто ассоциируется с квир-анархизмом

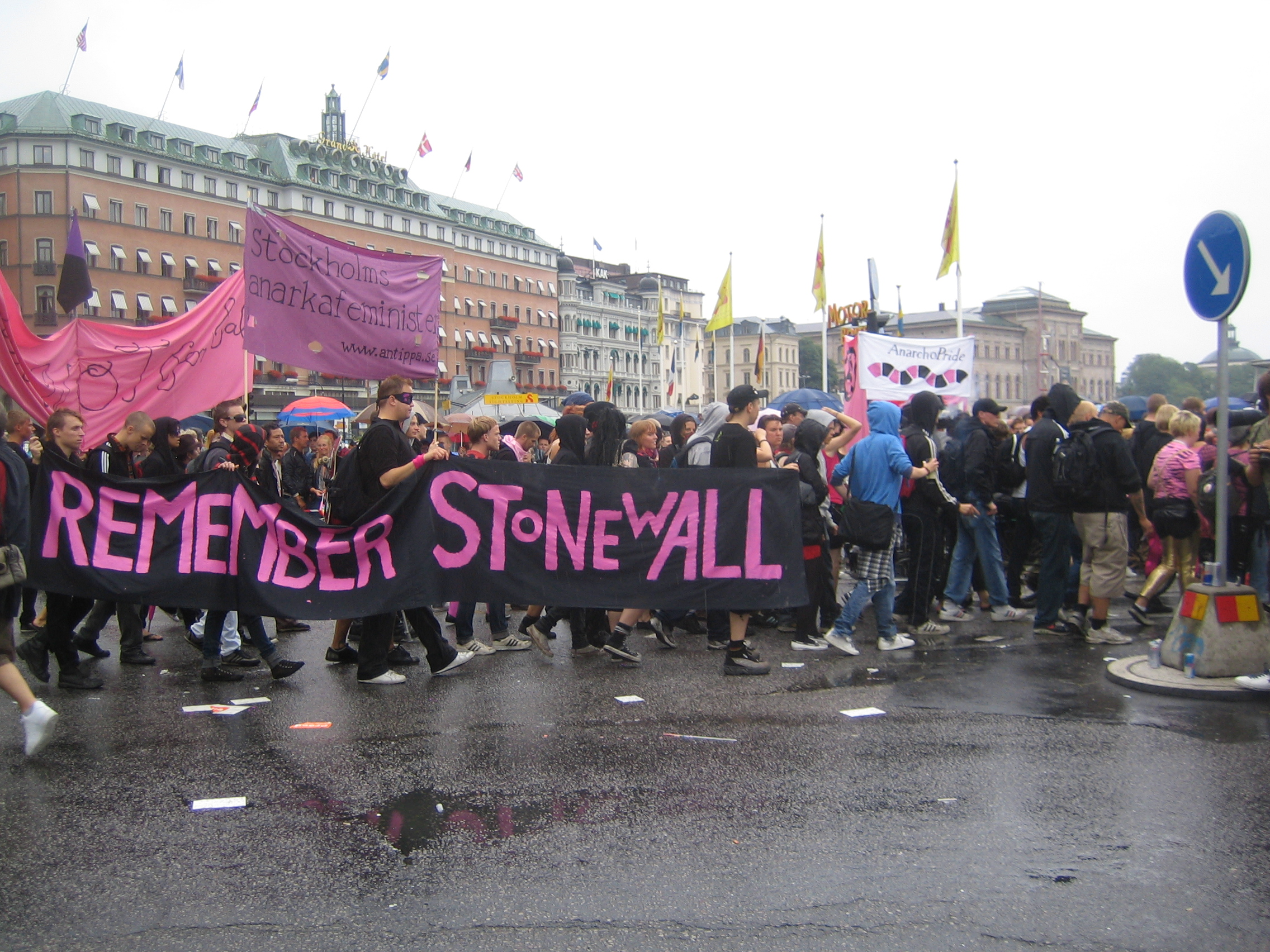
Толпа квир-анархистов на гей-параде в Стокгольме (2008 год)

Квир-анархи́зм (англ. Queer anarchism) — политическая идеология, основанная на анархизме и выступающая за «социальную революцию», отмену иерархий и против дискриминации по половому и гендерному признакам, в том числе и ЛГБТ. Квир-анархизм зародился во второй половине XX века среди анархистов, участвовавших в освободительном движении геев, которые рассматривали анархизм как путь к гармонии между гетеросексуалами и ЛГБТ.
Среди людей, выступавших за права ЛГБТ как вне, так и внутри анархистского и ЛГБТ-движения, — Джон Генри Маккей, Лусия Санчес Саорнил, Адольф Бранд и Даниэль Герен. Анархист-индивидуалист Адольф Бранд с 1896 по 1932 год издавал в Берлине журнал Der Eigene, первый постоянный журнал, посвящённый проблемам геев.

## История

### Ранняя история
Выдвижение анархизмом на первый план индивидуальных свобод делало естественной защиту гомосексуальности в глазах многих, как внутри, так и вне анархистского движения. В книге «Das Kuriositäten-Kabinett» (1923) Эмиль Сиття писал, что «очень многие анархисты имеют такую тенденцию. Так, я нашёл в Париже венгерского анархиста Александра Сомми, который основал гомосексуальную анархистскую группу на основе этой идеи». Его точку зрения подтверждает Магнус Хиршфельд в своей книге «Гомосексуальность мужчин и женщин» («Die Homosexualität des Mannes und des Weibes») в 1914 году: «В рядах относительно небольшой партии, анархистской, мне показалось, что гомосексуалистов и эффеминатов пропорционально больше, чем в других». 

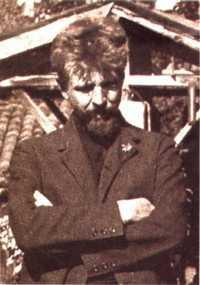
Отто Гросс в 1907 году

Итальянский анархист Луиджи Бертони писал: «Анархисты требуют свободы во всём, в том числе и в сексуальности. Гомосексуальность ведёт к здоровому чувству эгоизма, к которому должен стремиться каждый анархист». Немецкий анархист и психотерапевт Отто Гросс также много писал как о мужской, так и о женской гомосексуальности и выступал против её дискриминации, отстаивал права на «свободную любовь» и полигамию. Гетеросексуальный анархист Роберт Райель (1849—1898) положительно отзывался о гомосексуальности с начала 1890-х годов в своём немецкоязычном журнале Der arme Teufel (с нем. — «Бедняга»).
В своей книге «Душа человека при социализме» Оскар Уайльд, известный своими гомосексуальными наклонностями, широко выступает за эгалитарное общество, где богатство делится на всех в равной степени, и одновременно предупреждает об опасности авторитарного социализма, который «подавит индивидуальность». Позже Оскар говорил: «Я думаю, что я скорее больше, чем социалист. Я что-то вроде анархиста, я полагаю».

Писатель-анархо-синдикалист Ульрих Линзе писал о «резко очерченной фигуре берлинской индивидуалистической анархистской культурной сцены около 1900 года», «юном Йоханнесе Хольцмане» (известном как Сенна Хой): «приверженец свободной любви, [Хой] прославлял гомосексуализм как „чемпион культуры“ и участвовал в борьбе против параграфа 175». Юный Хой публиковал эти взгляды в своём еженедельном журнале Kampf (с нем. — «Борьба») с 1904 года, тираж которого в следующем году достиг 10 000 экземпляров. Йоханнес решил полностью посвятить себя писательской и политической деятельности с анархистских позиций. В 1904 году он опубликовал брошюру «Das dritte Geschlecht» (дословно — «Третий пол»). В ней он выступил против гомофобии, возложив основную вину на религию. Прежде всего, текст был нацелен на просвещение и охватывал вопросы эволюции, биологии и проблемы, с которыми сталкивались гомосексуалисты в то время. С 1904 по 1905 год Хольцманн редактировал журнал «Der Kampf: Zeitschrift für gesunden Menschenverstand» (с нем. — «Борьба: журнал за здравый смысл»). Хотя журнал не издавался какой-либо конкретной организацией, его мировоззрение было анархистским. Помимо вымышленных историй, в журнале публиковались статьи на различные темы, в том числе много статей о гомосексуализме. Среди его авторов были Эльза Ласкер-Шюлер, Петер Хилле и Эрих Мюсам, а в лучшие годы тираж журнала достигал 10 000 экземпляров. В это время Хольцман написал статью «Die Homosexualität als Kulturbewegung» (с нем. — «Гомосексуальность как культурное движение»). Он утверждал, что право на частную жизнь подразумевает, что «никто не имеет права вторгаться в личные дела другого, вмешиваться в его личные взгляды и ориентацию, и что в конечном итоге никого не касается, чем занимаются два взрослых человека по свободному согласию у себя дома». Также он напал на параграф 175 Уголовного кодекса Германии, который криминализировал гомосексуальные акты.

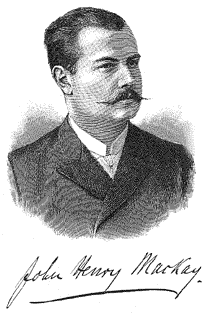
Джон Генри Маккей, немецкий индивидуалист-анархист, защитник прав ЛГБТ

Джон Генри Маккей был анархистом-индивидуалистом, известным в анархистском движении как пропагандист философии Макса Штирнера. Наряду с этим Маккей одним из первых подписал петицию Магнуса Хиршфельда в законодательные органы Германской империи о «пересмотре антигомосексуального параграфа 175». Он также проявлял особый интерес к творчеству Оскара Уайльда и был возмущён его тюремным заключением за гомосексуальность. Тем не менее, Маккей вступил в конфликт с Хиршфельдом и его организацией, — Научный гуманитарный комитет (нем. Wissenschaftlich-humanitäres Komitee).
Индивидуалист-анархист Адольф Бранд первоначально был членом Научного гуманитарного комитета Хиршфельда, но впоследствии сформировал отколовшуюся от него группу. Бранд и его коллеги, известные как «Сообщество собственников» (Gemeinschaft der Eigenen), также находились под сильным влиянием трудов Штирнера. Они выступали против медицинской характеристики Хиршфельдом гомосексуальности как области «промежуточного пола». Эвальд Щек (Ewald Tschek), другой гомосексуальный писатель-анархист той эпохи, регулярно писал в журнал Адольфа Бранда Der Eigene (дословно — «Собственник») и в 1925 году написал, что Научный гуманитарный комитет Хиршфельда представляет опасность для немецкого народа, карикатурно изображая Хиршфельда как «доктора Фельдхирша» (Dr. Feldhirsch). Хотя Маккей в некоторых отношениях был ближе по взглядам к Бранду и его «Сообществу собственников» по сравнению с Научным гуманитарным комитетом Хиршфельда, тем не менее, он не был согласен с антифеминизмом и почти женоненавистническими взглядами Бранда, считая, что его «анархистский принцип равной свободы для всех, безусловно, применим как к женщинам, так и к мужчинам».
Der Eigene был первым в мире журналом для геев, издававшимся с 1896 по 1932 год Брандом в Берлине. Среди других авторов журнала были Бенедикт Фридлендер, Ханнс Хайнц Эверс, Эрих Мюзам, Курт Хиллер, Эрнст Бурхард, Джон Генри Маккей, Теодор Лессинг, Клаус Манн и Томас Манн, а также художники Вильгельм фон Глоеден, Фидус и Саша Шнайдеры. После прихода к власти нацистов Бранд стал жертвой преследований, и его журнал был закрыт.

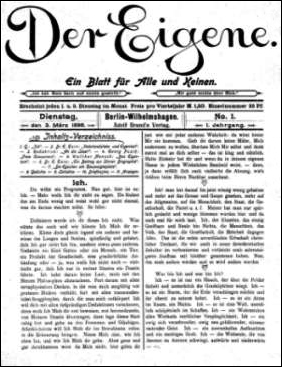
Титульный лист первого номера Der Eigene (1896)

Известная американская анархистка Эмма Гольдман также открыто критиковала гомофобию. Её вера в то, что социальное освобождение должно распространяться на геев и лесбиянок, была практически неслыханной в то время даже среди анархистов. Как писал Магнус Хиршфельд, «она была первой и единственной женщиной, действительно первой и единственной американкой, которая встала на защиту гомосексуалов перед широкой публикой». В многочисленных выступлениях и письмах она защищала право геев и лесбиянок любить так, как им нравится, и осуждала страх и стигму, связанные с гомосексуальностью. Гольдман в письме Хиршфельду: «Я чувствую трагедию, что люди другой сексуальной ориентации попали в мир, в котором так мало тех, кто понимает гомосексуалов».
Несмотря на эту поддержку гомосексуалам, анархистское движение того времени определённо не было свободным от гомофобии. Например, в статье влиятельного испанского анархистского журнала от 1935 года утверждалось, что анархисту не следует даже общаться с гомосексуалами, не говоря уже о том, чтобы быть таковым: «Если вы анархист, это означает, что вы более нравственно честны и физически сильны, чем средний мужчина. А тот, кто любит инвертированных, не настоящий мужчина, и, следовательно, не настоящий анархист».

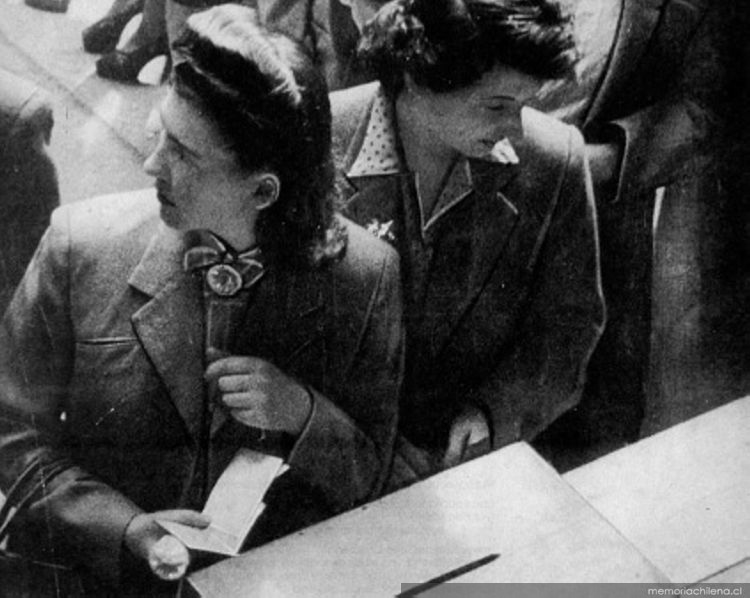
Мухерес Либрес на муниципальных выборах 1945 года в Чили

Люсия Санчес Саорниль была одной из главных основательниц испанской анархо-феминистской федерации Мухерес Либрес и открытой лесбиянкой. К 1919 году она публиковалась в различных журналах, включая Los Quijotes, Tableros, Plural, Manantial и La Gaceta Literaria. Работая под мужским псевдонимом, она смогла исследовать лесбийские темы в то время, когда гомосексуализм был криминализирован и подвергался цензуре и наказаниям. Недовольная шовинистическими предрассудками своих коллег-республиканцев, Люсия объединилась с двумя соратницами, Мерседес Комапосада и Ампаро Поч-и-Гаскон, в организацию Мухерес Либрес в 1936 году. Мухерес Либрес была автономной анархистской организацией для женщин, приверженной «двойной борьбе»: за освобождение женщин и социальную революцию. Люсия и другие «Свободные женщины» отвергали господствующее мнение о том, что гендерное равенство возникнет естественным образом в бесклассовом обществе. С началом гражданской войны в Испании Мухерес Либрес быстро выросла до 30 000 членов, организовывая женские социальные пространства, школы, газеты и детские сады.
Труды французского анархиста-бисексуала Даниэля Герена дают представление о напряжении, которое часто испытывали сексуальные меньшинства среди левых. Даниэль был одной из ведущих фигур французских левых с 1930-х годов до своей смерти в 1988 году. После того как в 1965 году он совершил каминг-аут, он говорил о крайней враждебности к гомосексуальности, которая пронизывала левых на протяжении большей части XX века. В 1975 году Герен писал: «Не так много лет назад объявить себя революционером и признаться в своей гомосексуальности было несовместимо».

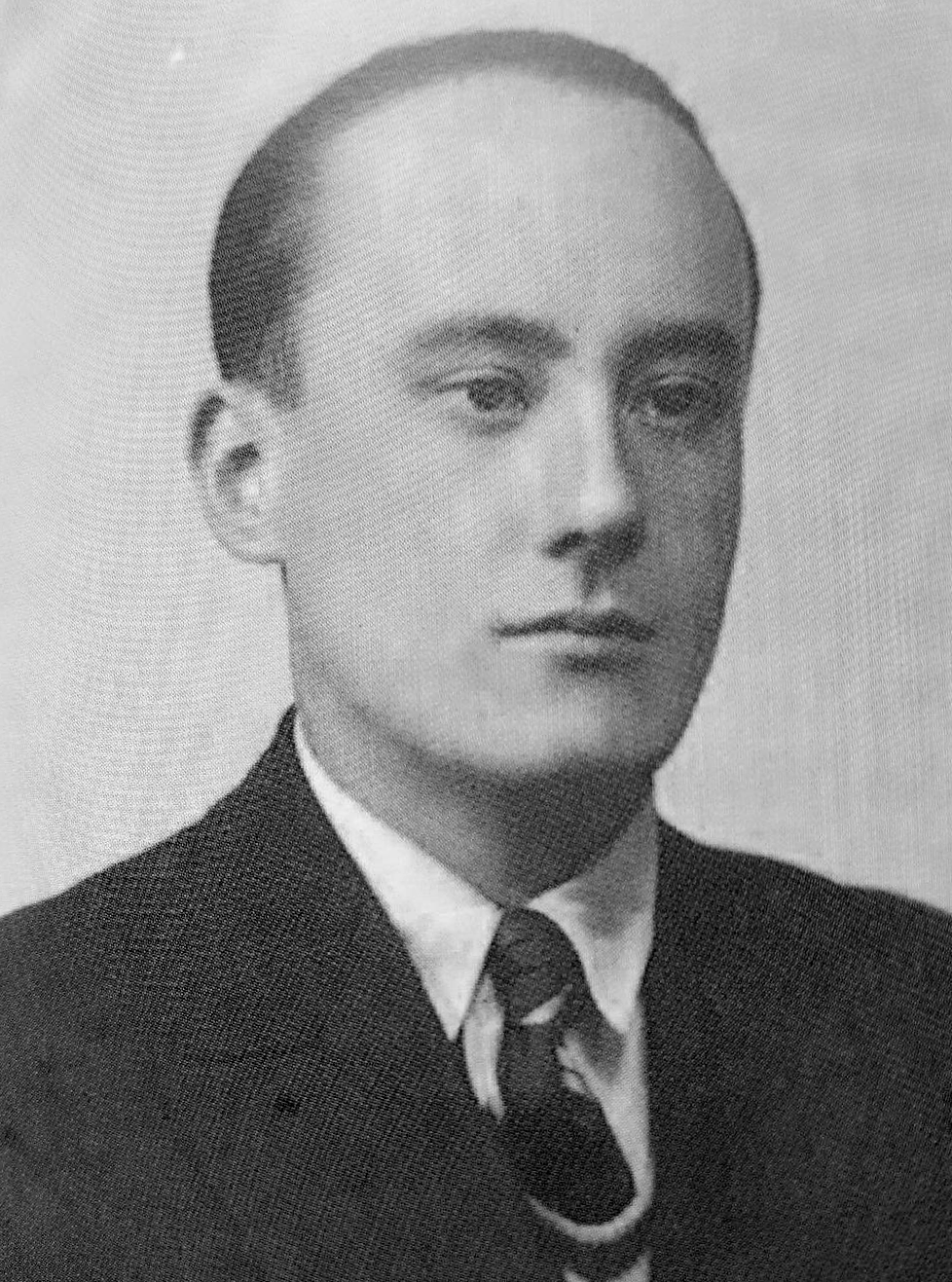
Даниэль Герен, французский писатель-анархо-коммунист (1925)

В 1954 году Герен подвергся многочисленным нападкам за своё исследование «Отчётов Кинси», в котором он также подробно описал притеснение гомосексуалистов во Франции: «Самая жёсткая [критика] исходила от марксистов, которые склонны серьёзно недооценивать такую форму угнетения, как „антисексуальный терроризм“. Я, конечно, ожидал этого и знал, что, публикуя свою книгу, я рискую подвергнуться нападкам со стороны тех, к кому я ближе всего на политическом уровне». После публичного каминг-аута в 1965 году Герен был покинут левыми, а его статьи о сексуальном освобождении подвергались цензуре или ему отказывали в публикации в левых журналах.
Герен отошёл от марксизма-ленинизма и перешёл к синтезу анархизма и марксизма, близкому к платформизму, который допускал индивидуализм, отвергая капитализм, и который в конечном итоге принял анархо-коммунизм. Герен участвовал в восстании в мае 1968 года и был частью французского движения за освобождение геев, возникшего после этих событий. Спустя десятилетия писатель Фредерик Мартель назвал Герена «дедушкой французского гомосексуального движения».
В Соединённых Штатах Америки влиятельный анархистский мыслитель Пол Гудман в конце своей карьеры стал бисексуалом. Бесстрашие, с которым он раскрыл в печати и на публике свои романтические и сексуальные отношения с мужчинами (в частности, в позднем эссе «Being Queer»), оказалось одним из многих важных культурных трамплинов для зарождающегося движения за освобождение геев в начале 1970-х годов.

### Современность

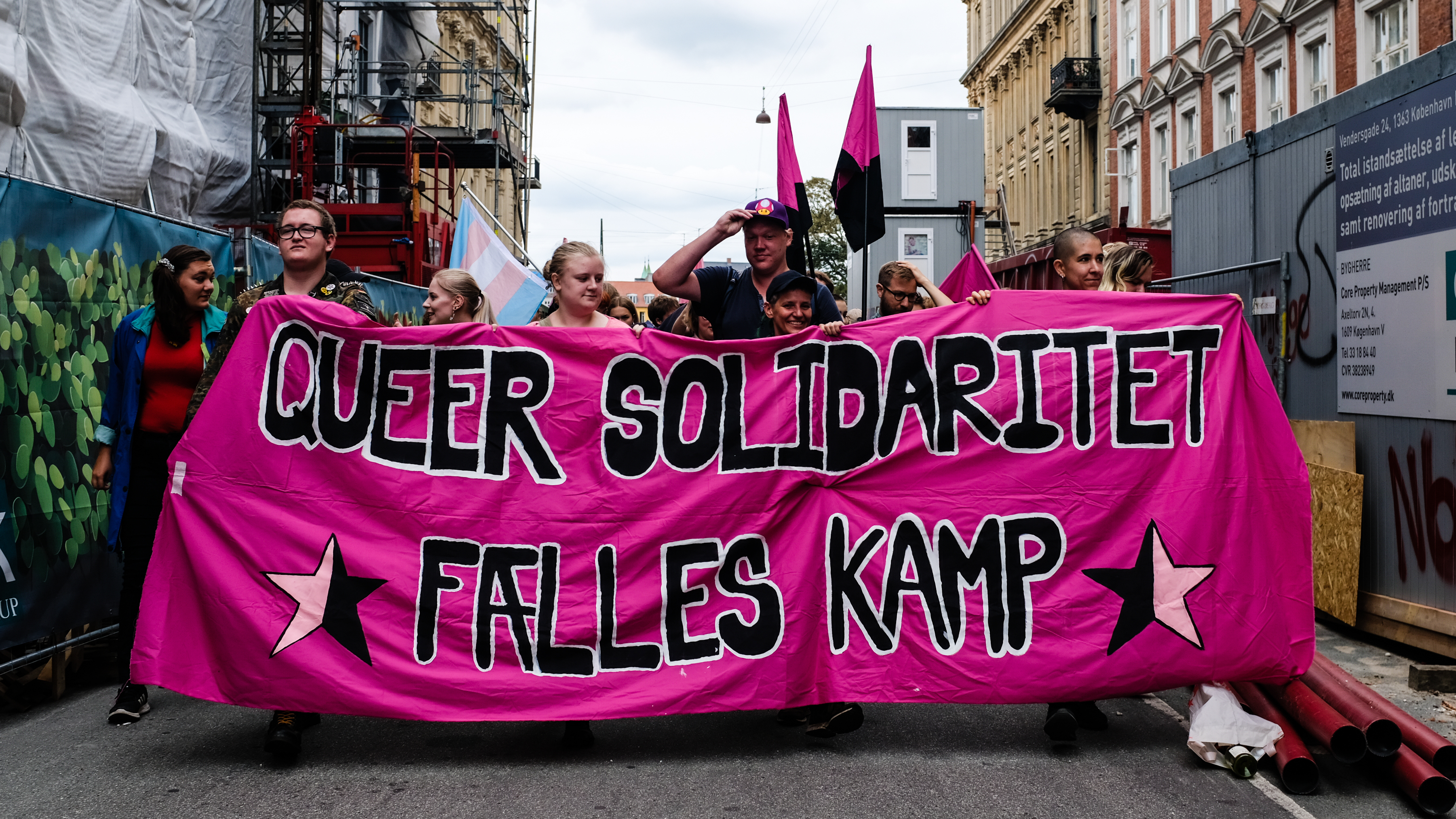
Блок квир-анархистов с баннером «Queer Solidaritet Fælles Kamp», 2018 год

Раннее освободительное движение гомосексуалов разделяло многие теоретические основы и философию с анархистскими движениями середины XX века. Одним из лозунгов на Стоунволлском восстании было: «Разбей церковь, разбей государство!» (англ. «2-4-6-8, smash the church, smash the state!»).

Анархизм и квир-теория отвергают патерналистские государственные структуры, которые зависят от капитализма и нуклеарной семьи. Вместо этого они оба выступают за формы самоопределения и реорганизацию общества. Примером пересечения анархизма и квир-теории могут служить те, кто вступает в немоногамные отношения, которые по своей сути являются анархическими, поскольку они отвергают традиционные структуры власти, формирующие нуклеарную семью. Это понятие получило название «анархизм отношений» (англ. «relationship anarchy»).

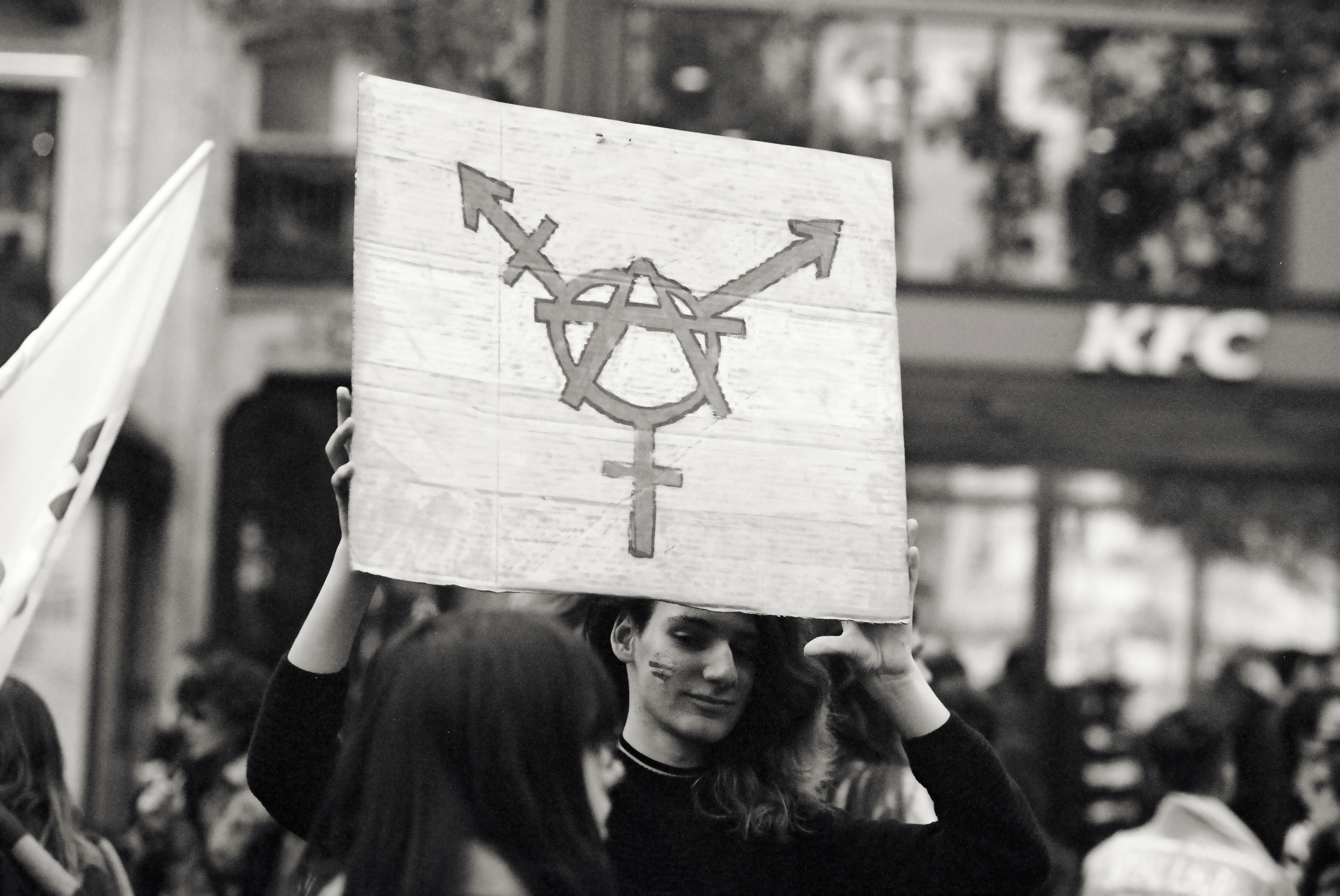
Совмещённые символы анархизма и трансгедерности

Квир-анархизм уходит корнями в квиркор, форму панк-рока, которая выставляет гомосексуальность в позитивном ключе. Как и большинство форм панк-рока, квиркор привлекает большую часть анархистов. Существуют две основные музыкальные группы квиркора: Queer Mutiny, британская группа с отделениями в большинстве крупных городов, и Bash Back!, американская сеть квир-анархистов. Квир-организация «Queer Fist» появилась в Нью-Йорке и идентифицирует себя как «антиассимиляционная, антикапиталистическая, антиавторитарная группа уличного действия, собравшаяся вместе, чтобы обеспечить прямое действие и радикальный голос квир- и транс-идентифицированных на протестах Республиканской национальной конвенции».
Современные анархо-феминистские коллективы, такие как испанский Eskalera Karakola и боливийский Mujeres Creando, придают большое значение проблемам лесбиянок и бисексуальных женщин, работая на принципах рабочего самоуправления, и организуют мероприятия, основанные на прямом действии.